# Ceratonereis dubia
Ceratonereis dubia är en ringmaskart som beskrevs av Rullier 1972. Ceratonereis dubia ingår i släktet Ceratonereis och familjen Nereididae. Inga underarter finns listade i Catalogue of Life.